# Cuproxena tephrodelta
Cuproxena tephrodelta es una especie de polilla del género Cuproxena, familia Tortricidae.
Fue descrita científicamente por Meyrick en 1932.